# Amorphoscelis abyssinica
Amorphoscelis abyssinica es una especie de mantis de la familia Amorphoscelidae.

## Distribución geográfica
Se encuentra en Etiopía, Somalia y Tanzania.